# Província d'Aragó-Sant Rafael
La Província d'Aragó-Sant Rafael és una de les tres províncies eclesiàstiques amb les que es divideix organitzativament l'Orde Hospitalari de Sant Joan de Déu (OHSJD) a escala espanyola. Abasta les comunitats autònomes d'Aragó, Catalunya, Comunitat Valenciana, Illes Balears, regió de Múrcia i Navarra. Igual que les altres dues províncies estatals, la Bètica i la de Castella, la Província d'Aragó - Sant Rafael també té presència a la Comunitat de Madrid. A Extremadura, Aragó - Sant Rafael comparteix la gestió d'un centre conjuntament amb la Província Bètica. L'Orde Hospitalari de Sant Joan de Déu, d'acord amb la seva Carta d'Identitat, actua sota el concepte d'hospitalitat, a partir del qual es cuida l'acolliment, la promoció de la salut, l'acompanyament i el compromís amb les realitats més vulnerables de cada època i societat, des d'un concepte ampli d'universalitat.

## Història de la Província
L'Orde Hospitalari de Sant Joan de Déu es basa en la tasca duta a terme per Sant Joan de Déu, que havia fundat un hospital a Granada en 1538-1539, revolucionari per a la seva època no només pel tracte i per la calor humana que els malalts rebien de Joan i els seus companys, sinó també pels criteris que introdueix, innovadors en aquella època, com és la superació en atenció al tipus de malaltia i en atenció a les mesures higièniques i de cures.
En els seus inicis, la família hospitalària no disposa de requisits documentals, actua sense regla ni legislació. Serà l'any 1571 quan el Pius V promulgui la butlla papal Licet ex debito a través de la qual reconeix la Congregació dels Germans de Joan de Déu. El 1586 el Papa Sixt V, mitjançant el breu Etsi pro debito, concedeix el grau d'orde als germans i es constitueix oficialment l'Orde Hospitalari dels Germans de Sant Joan de Déu. En el capítol general convocat immediatament després es designa l'hospital de San Giovanni Calibita (Roma) com a seu de l'orde i es decideix la divisió de la mateixa en dues províncies, Espanya i Itàlia, i és triat prior general el pare Pedro Soriano. Però el 1592, el pontífex Climent VIII suspèn la categoria d'orde i torna als Germans de Sant Joan de Déu a la seva situació legal anterior "per éser els afiliats a la institució persones de condició modesta i d'escassa cultura" A principis del segle xvii les congregacions hospitalàries d'Espanya i Itàlia adquireixen la categoria definitiva d'orde. Al final del segle xviii existeixen a la península Ibèrica quatre extenses províncies: Granada, Castella, Sevilla i Portugal, amb 75 hospitals, més de 2.000 llits i prop de 700 religiosos.
Però a Espanya el segle xix serà funest per a la institució, iniciant un declivi absolut fins a la seva desaparició total. Les causes del descens són polítiques i comencen a principis de segle amb la Guerra del Francès i continuen amb un definitiu viratge cap al liberalisme anticlerical a partir de 1834 en plena regència de Maria Cristina, mare d'Isabel II d'Espanya. El 1836 el Govern expropia els béns pertanyents a les corporacions religioses i el 1850 mor l'últim prior general espanyol, el pare José Bueno. Així, al llarg dels seus gairebé cinc segles d'història, l'Orde Hospitalari ha estat suprimit per motius polítics i ha ressorgit en diverses ocasions. L'última restauració de l'orde a Espanya va ser a càrrec de sant Benedetto Menni, religiós hospitalari que va venir d'Itàlia enviat pel Papa Pius IX i el general de l'Orde Giovanni Maria Aliferi. Aquesta restauració comença amb la fundació del primer Hospital de Sant Joan de Déu a Barcelona l'any 1867 i li segueixen diversos centres dedicats al servei dels malalts mentals i nens amb discapacitats.
El 1934 l'orde gestiona més de vint hospitals i en menys de trenta anys compta amb prop de vuitanta centres a Espanya, Amèrica Llatina i Àfrica. La Província d'Aragó, dedicada a Sant Rafael Arcàngel, té una doble data de naixement: una antiga, el 1738, quan dirigeix 19 instituts amb 230 religiosos; i una recent el 1934 després d'un segle d'extinció. El 1934, Roma aprova, en el Capítol general, la Província d'Aragó i Amèrica Central de Sant Rafael Arcàngel. La divisió provincial és beneïda pel pontífex Pius XI. En aquesta segona restauració la província està composta pels asils-hospitals de Sant Joan de Déu de Barcelona i València, el sanatori psiquiàtric de Sant Boi de Llobregat, l'Instituto San José de Carabanchel Alto, els psiquiàtrics de Cholula i Zapopan (Mèxic) i els sanatoris de Calafell i Manresa. Amb el transcurs dels anys, l'Orde Hospitalari va assumint la gestió, participació o presència en nous centres per tota la geografia de la província. La divisió de la demarcació hispanoamericana en províncies obeeix a diferents raons, entre les quals la impossibilitat que un sol provincial la governés sol i el desig de restaurar les tres províncies històriques que havien existit a Espanya. La província d'Aragó tindrà capitalitat a Barcelona per la fundació de Benedetto Menni en els primers passos de la seva obra restauradora al segle xx. Centroamèrica se'n separà en 1994 com a nova província.

## Actuació de l'OHSJD a la Província

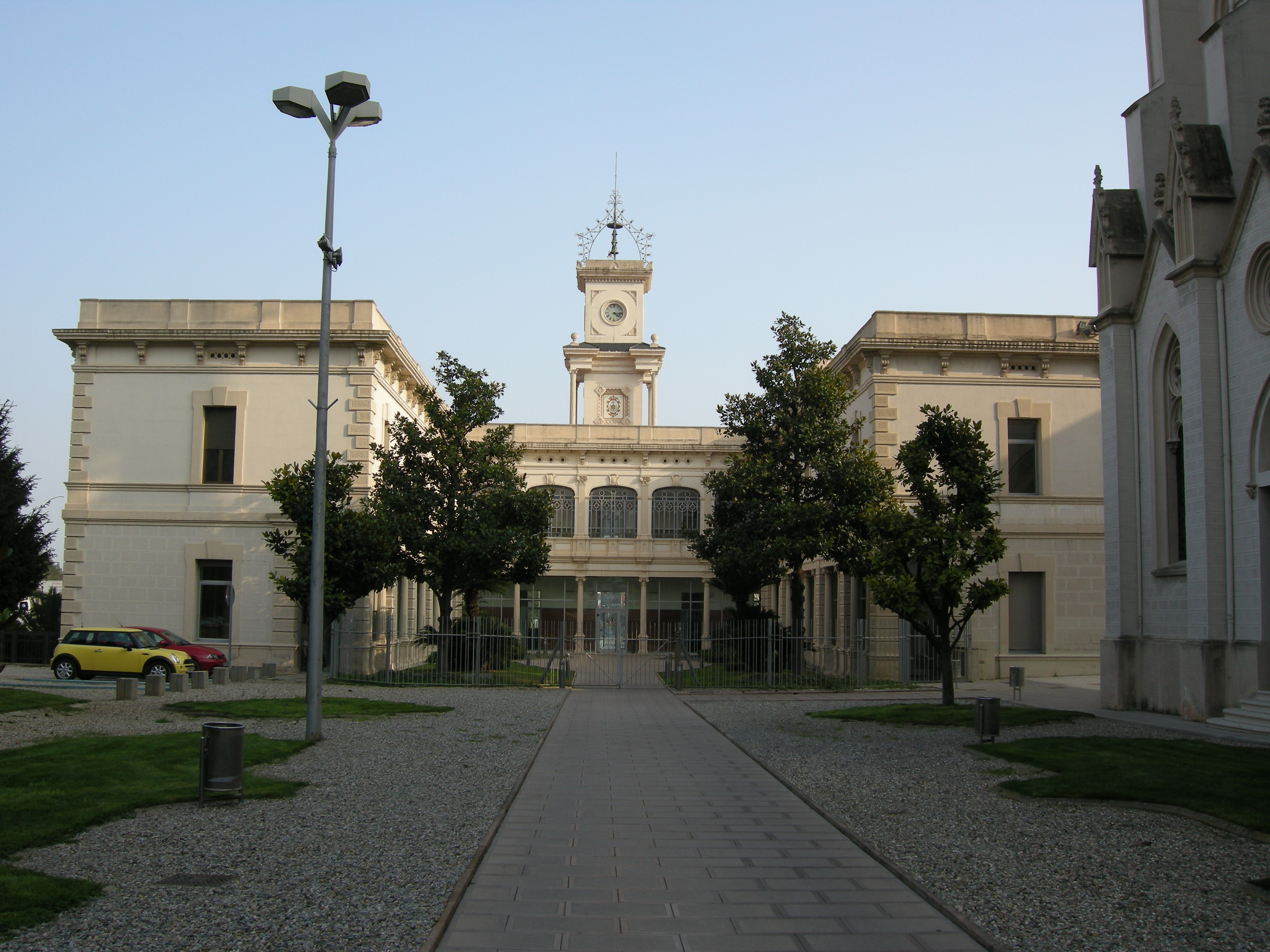
Cúria Provincial, a Sant Boi de Llobregat

La realitat actual de la Província d'Aragó-Sant Rafael es visualitza a partir de centres assistencials, hospitals, centres de salut, serveis socials i comunitats de religiosos. Es tracta de centres plurals amb un compromís social compartit en molts casos amb altres institucions de caràcter públic, eclesial o privades amb les que hi ha una afinitat en la motivació i una visió compartida. Els centres de la Província per àmbits són:
Àmbit assistencial
- Hospital Materno Infantil Sant Joan de Déu - Esplugues de Llobregat
- Parc Sanitari Sant Joan de Déu - Sant Boi de Llobregat
- Fundació Althaia - Manresa (gestió compartida)
- Fundación Instituto San José - Madrid
- Hospital Sant Joan de Déu - Palma
- Hospital San Juan de Dios - Pamplona
- Serveis Sociosanitaris Sant Joan de Déu - Esplugues de Llobregat
- Centre Assistencial Sant Joan de Déu - Almacelles
- Sant Joan de Déu Lleida - Lleida
- Fundación de Atención a la Dependencia San Juan de Dios - Barcelona
- Fundación San Juan de Dios Extremadura - Almendralejo (gestió compartida)

Àmbit social
- Sant Joan de Déu-Serveis Socials - Barcelona
- Sant Joan de Déu-Serveis Socials - Valencia
- Fundación Jesús Abandonado - Murcia (gestió compartida)

Àmbit tutela i integració sociolaboral
- Fundació Germà Tomàs Canet - Sant Boi de Llobregat
- Fundació Germà Benito Menni - Sant Boi de Llobregat

– CET Intecserveis - Sant Boi de Llobregat

– CET El Pla - Almacelles 
- Comunidad de Hermanos de San Juan de Dios - Sant Vicenç dels Horts

Àmbit docent i investigador
- Escola Universitària d'Infermeria y Centre Docent Sant Joan de Déu - Esplugues de Llobregat
- Sant Joan de Déu Research Foundation - Esplugues de Llobregat

Línies Transversals
- Obra Social SJD
- Joves SJD
- Pastoral SJD
- Voluntariat SJD
- Cooperació Internacional SJD

Casa d'espiritualitat
- Hospitalia - Sant Antoni Vilamajor